# Межколониальная железная дорога
Межколониальная железная дорога (англ. Intercolonial Railway) — железная дорога, соединявшая город Квебек в одноимённой провинции с Галифаксом (Новая Шотландия). Строительство железной дороги, соединяющей Онтарио и Квебек с Атлантическими провинциями, было одним из условий объединения британских североамериканских колоний в 1867 году. Строительство Межколониальной дороги было начато вскоре после провозглашения Доминиона Канады, став его первым национальным проектом, и завершено в 1876 году; центральной узловой станцией стал Монктон в Нью-Брансуике. Дорога, имевшая важное значение для экономического развития и обороноспособности восточной части Канады, не планировалась как источник доходов и на протяжении своего существования поддерживала низкие цены на перевозку грузов, выживая за счёт государственных дотаций. В 1919 году инкорпорирована в Канадские государственные железные дороги, перестала существовать как отдельная компания в 1923 году, хотя отдельные участки маршрута используются вплоть до XXI века.

## Предыстория
Первые планы по соединению Британской Северной Америки посредством железных дорог появились уже в начале 1830-х годов, до того, как в этих колониях начало формироваться эффективное железнодорожное сообщение, и менее чем через 10 лет после того, как публике в Англии была представлена «Ракета» Стефенсона. Экономически железные дороги должны были обеспечить разбросанным по обширной территории производителям лёгкий доступ к рынкам сбыта в виде крупных городов и морских портов Галифакса, Сент-Джона и Сент-Эндрюса, связывавших колонии с Европой и США. Важную роль железные дороги должны были играть и для обороноспособности колоний, два десятилетия назад участвовавших в войне с США; с их помощью ускорялась переброска войск. Другие пути сообщения, доступные в XIX веке (грунтовые дороги в тёплое время года и санные маршруты зимой), были менее эффективны как для перевозки грузов, так и для передвижения войск.
Уже в 1836 году в колонии был направлен британский военный инженер Юл с заданием провести разведку местности и геодезическую съёмку предполагаемого маршрута железной дороги, которая свяжет Сент-Эндрюс с Квебеком. Этим планам, однако, незамедлительно воспротивились Соединённые Штаты, снова поднявшие нерешённый вопрос о государственной границе между Нью-Брансуиком и штатом Мэн. Работа над прокладкой маршрута была остановлена до 1842 года, когда был подписан договор Уэбстера — Ашбертона, устанавливавший окончательные границы между Мэном и Нью-Брансуиком. При этом значительная часть уже разведанного маршрута оказалась на американской территории, а Сент-Эндрюс — слишком близко к границе, чтобы и далее служить важным транспортным узлом для британских колоний. Эта роль в дальнейшем перешла к Галифаксу.

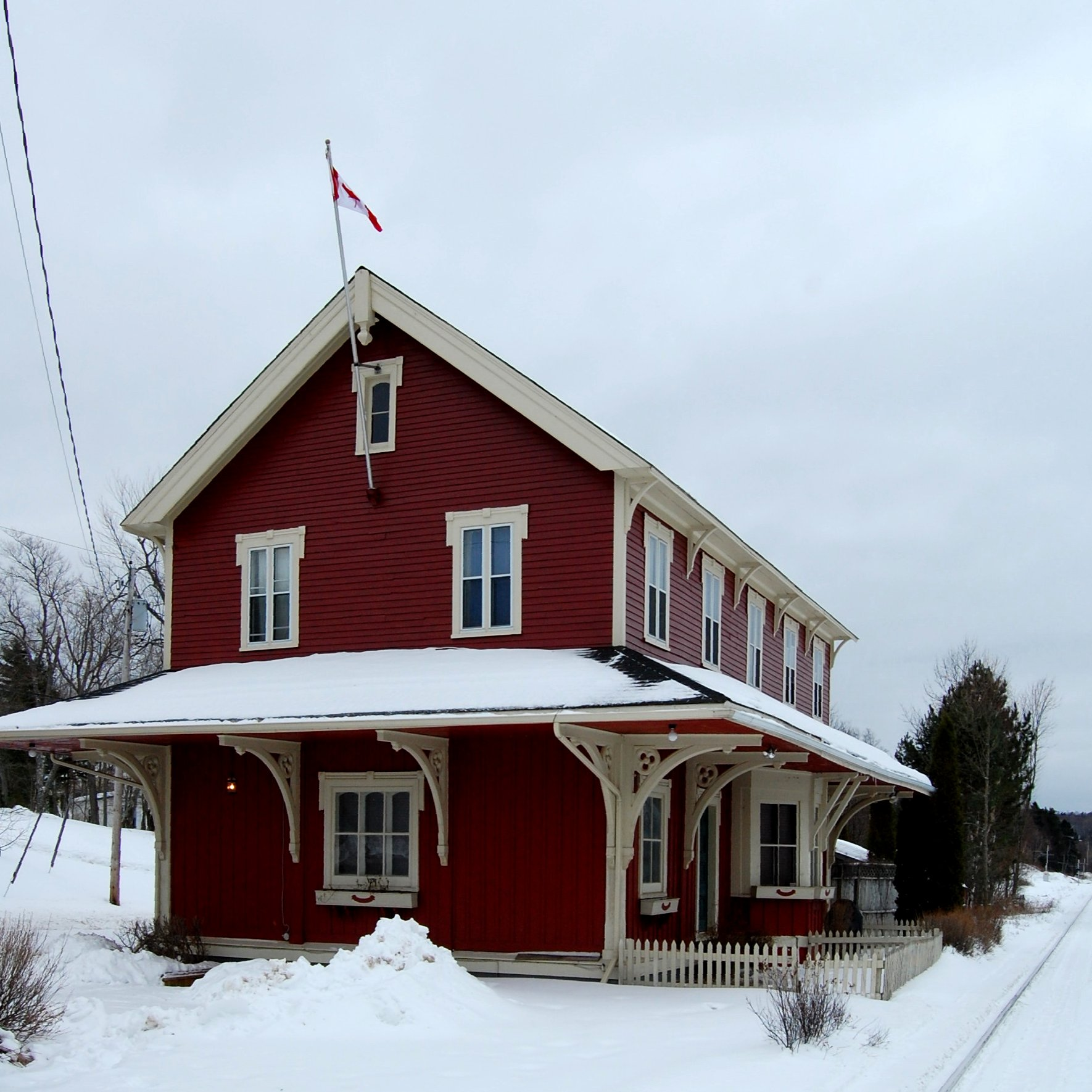
Железнодорожная станция в Ротсее (Нью-Брансуик) построена в 1860 году

Распоряжение о возобновлении работ по геодезической съёмке предполагаемых маршрутов было отдано министром по делам колоний Гладстоном по настоянию политических лидеров североамериканских колоний. Были предложены два возможных маршрута между Галифаксом и Ривьер-дю-Лу в Квебеке (через Сент-Джон, Фредериктон и Гранд-Фолс или через Труро, Ньюкасл, залив Шалёр и долину Матапедия), но инженеры предупреждали, что любой из них будет дорогостоящим из-за частых перепадов высот и необходимости в многочисленных мостах. В качестве альтернативы американские железнодорожные корпорации предлагали связать Нью-Брансуик и Новую Шотландию железными дорогами с Портлендом в штате Мэн. Этот вариант, решавший экономическую сторону проблемы, однако, не устраивал сторонников сохранения связей атлантических провинций с Великобританией. В результате к 1860 году в этих провинциях были построены лишь две небольших железнодорожных ветки — между Труро и Галифаксом в Новой Шотландии и между Сент-Джоном и Шедьяком в Нью-Брансуике (в том числе со станцией в Монктоне). Их протяжённость составляла соответственно 61 и 108 миль. В провинции Канада к западу от Ривьер-дю-Лу к 1862 году было построено 780 миль (1260 км) железнодорожных путей.

## Строительство
Гражданская война в США, начавшаяся в 1861 году, и усиление напряжённости между США и Великобританией из-за инцидента с судном Trent продемонстрировали важность постройки межколониальной железной дороги по территории вне границ Соединённых Штатов. Когда посланные в Северную Америку британские солдаты прибыли в Галифакс и Сент-Джон, им пришлось предпринять долгий санный переход в обход границы штата Мэн, чтобы добраться до внутренних областей Канады. Кроме того, экономике Атлантических провинций был нанесён удар возросшими таможенными сборами в США, и вопрос доступа к альтернативным рынкам встал с большей остротой.
В 1863 году были выделены средства на новую разработку маршрута, порученную инженеру Сэндфорду Флемингу. В этот же период начались переговоры между представителями британских колоний об объединении, результатом которых стало соглашение о Канадской конфедерации. Новая Шотландия и Нью-Брансуик поставили одним из условий своего объединения с Канадой строительство межпровинциальной железной дороги. Остров Принца Эдуарда и Ньюфаундленд, напротив, не были заинтересованы в выделении значительных денежных средств на это строительство, которое для них в силу географического положения было бесполезным. Канадская энциклопедия называет эти разногласия одной из причин, по которым эти две колонии не присоединились к первоначальному союзу.
В отчёте Флеминга, представленном в 1865 году, были намечены три возможных маршрута дороги: на север вдоль реки Сент-Джон (вдоль границы с США), через центральные области Нью-Брансуика и вдоль залива Шалёр. Сам инженер рекомендовал выбрать третий вариант. Дорога вдоль побережья, по его мнению, имела наибольшие шансы на окупаемость, так как проходила через регионы с развитым лесным и рыболовецким хозяйством, что обещало дать толчок провинциальному бизнесу. Кроме того, этот маршрут был наиболее приемлемым стратегически, так как был больше других удалён от американской границы. Именно этот вариант и был одобрен колониальными лидерами.
Один из пунктов Акта о Британской Северной Америке 1867 года гласил, что строительство Межколониальной железной дороги должно быть начато не позднее, чем через 6 месяцев после объединения провинций. Постройка дороги началась вскоре после провозглашения Доминиона Канады в июле 1867 года, став первым инфраструктурным проектом новой страны. Строительством руководил сам Сэндфорд Флеминг, а с 1874 года работы велись под контролем министерства общественных работ.

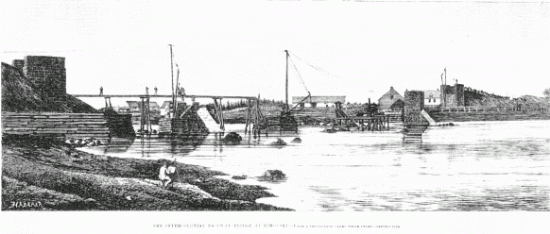
Строительство железнодорожного моста в Римуски, 1872 год

К 1871 году была завершена прокладка линии от Пенсек-Джанкшен (ныне в составе городской агломерации Монктона) до границы Нью-Брансуика и Новой Шотландии, а на следующий год — до Труро. На этом участке маршрут отклонился от первоначально запланированного и шедшего через прибрежные леса Нью-Брансуика и был изогнут так, чтобы пройти через населённые пункты Мемрамкук и Дорчестер. Завершение участка обеспечило железнодорожное сообщение между Галифаксом и Сент-Джоном уже в 1872 году. К 1875 году железная дорога соединила Монктон и Кэмпбелтон. Этот участок, в отличие от отрезка между Пенсек-Джанкшен и Саквиллом, был проложен практически без отклонений от первоначального плана и прошёл по лесам, не задевая уже существующие населённые пункты Восточного Нью-Брансуика. К началу 1876 года незавершённым оставался только отрезок пути через долину Матапедия, постройка которого была закончена к 1 июля того же года — к девятой годовщине конфедерации. Суммарная стоимость постройки составила 36 млн долларов.
Дорога, проходившая через 6 портов на Атлантике и имевшая общую длину 1100 км, была построена в соответствии с самыми современными на тот момент стандартами и с применением передовых технологий. Особые усилия были предприняты для обеспечения горизонтальности полотна, а большинство мостов построены не из дерева, как было принято к тому времени, а из железа. Заложенного запаса прочности хватило для 125-летней эксплуатации; в частности, мосты через реки Рестигуш и Мирамиши продолжали использоваться и в начале XXI века после минимальных перестроек.

## Эксплуатация

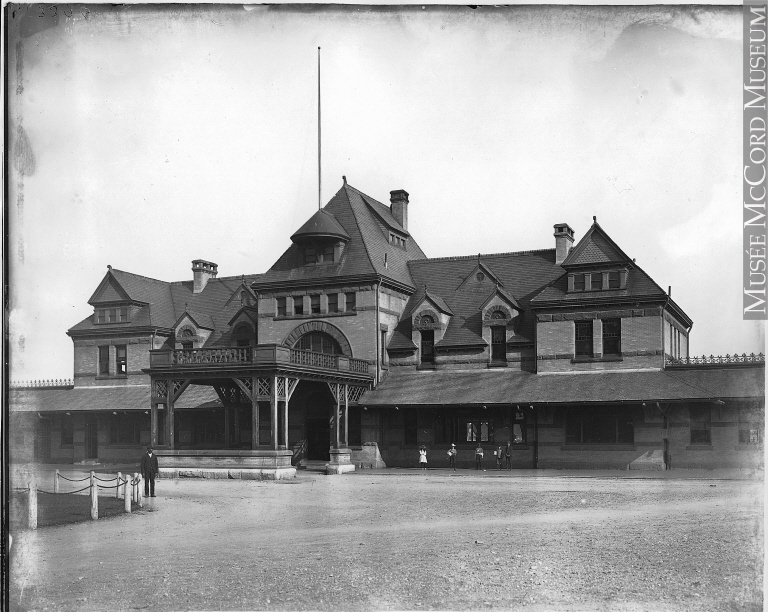
Вокзал в Монктоне, 1901 год

По завершении постройки Межконтинентальной дороги её эксплуатацией занималось министерство железных дорог и каналов. Движение на протяжении всего маршрута от Галифакса до Квебека, началось 6 июля 1876 года. Центральным транспортным узлом новой системы стал Монктон, где находилась штаб-квартира дороги и были построены вагонные депо. К началу XX века железная дорога в Монктоне давала работу тысячам жителей, а сам он получил прозвище Хаб-Сити (англ. Hub City — «Узловой город»).
В последующие годы сеть Межколониальной железной дороги неоднократно расширялась за счёт строительства новых веток или приобретения уже существующих местных дорог. Так, в 1879 году была куплена ветка Grand Trunk Railway, соединявшая Ривьер-дю-Лу с Квебеком. В 1884—1887 году были построены ветки на восток — в направлении Кейп-Траверса и Пикту. В 1891 году начата эксплуатация Кейп-Бретонской железной дороги, а пять лет спустя маршрут Межконтинентальной дороги был продлён до Монреаля. В общей сложности к 1919 году под контроль Межколониальной железной дороги перешли 9 частных железнодорожных компаний в Атлантических провинциях. Межколониальная дорога также наладила партнёрство со всеми основными пароходными компаниями, осуществлявшими рейсы на Ньюфаундленд и Остров принца Эдуарда.

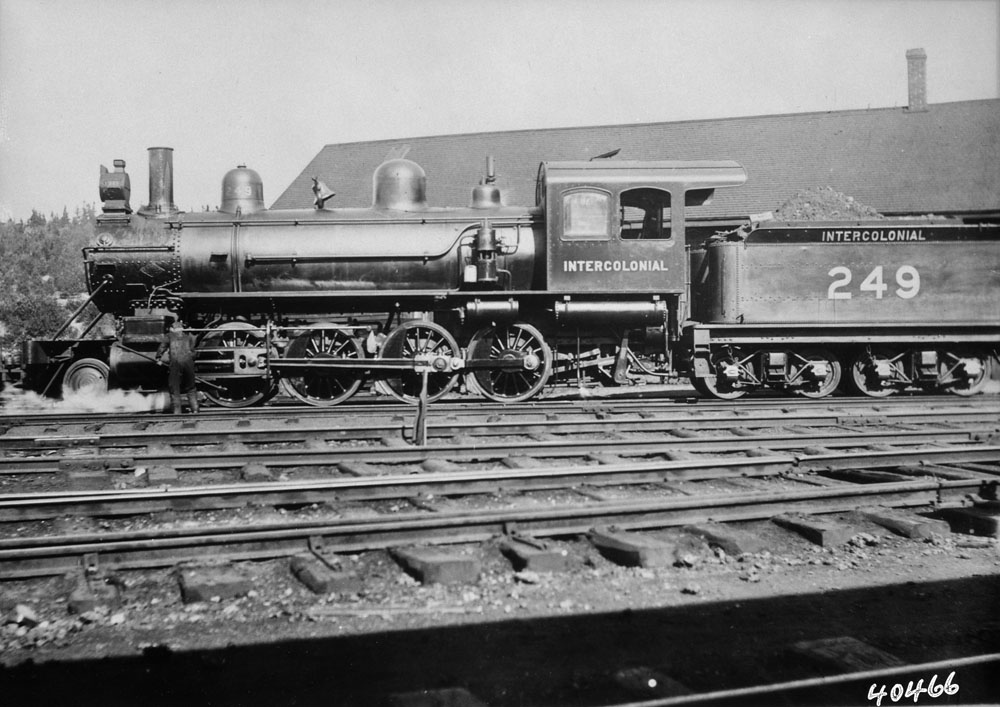
Паровоз Межколониальной железной дороги

Поскольку основной целью Межколониальной дороги была не столько прямая прибыль от транспортных сборов, сколько оживление торговли и экономики восточной части страны в целом, цены на перевозку грузов по ней поддерживались искусственно низкими, а убытки компенсировало правительство. Основную свою задачу она выполняла успешно: вдоль её маршрута появлялись и росли новые населённые пункты. Особенно важную роль дорога играла во время Первой мировой войны, когда США (в силу объявленного нейтралитета) не допускали доставку грузов военного назначения напрямую через свою территорию. Таким образом, все эти грузы транспортировались из внутренних регионов Канады в порты на Атлантике по Межколониальной дороге. В 1917 году терминал дороги серьёзно пострадал в результате катастрофы в Галифаксе, когда в порту взорвалось гружёное взрывчаткой судно. Были уничтожены сотни вагонов, разрушены погрузочные причалы и депо в Ричмонде, но уже через неделю доставка грузов была возобновлена в полном объёме.
В начале XX века насыщенность заселённых территорий Канады железными дорогами стала слишком высокой; в стране фактически были построены три трансконтинентальных дороги, и объёма перевозок на все три не хватало. В связи с этим в 1915 году для координации эксплуатации железнодорожной сети была основана коронная корпорация — Канадские государственные железные дороги (впоследствии Канадская национальная железная дорога). В 1919 году Межколониальная дорога вошла в её состав, к 1923 году полностью прекратив существование как независимая структура. Несмотря на смену названия, эксплуатация исторического маршрута Межколониальной дороги для грузовых перевозок активно продолжалась до 1970-х годов, а его отдельные участки продолжали эксплуатироваться и в XXI веке.